# Браун-Симпсон, Николь
Нико́ль Бра́ун Си́мпсон (англ. Nicole Brown Simpson; 19 мая 1959, Франкфурт, Западная Германия — 12 июня 1994, Брентвуд, Калифорния, США) — немецко-американская супруга бывшего игрока в американский футбол О. Джея Симпсона и мать его двоих детей, Сидни и Джастина. Была найдена убитой в своём доме в Брентвуде, Лос-Анджелес, 12 июня 1994 года вместе с другом, официантом Рональдом Голдманом. В их убийстве обвинялся О. Джей Симпсон.

## Ранние годы
Браун родилась 19 мая 1959 года во Франкфурте, Западная Германия, в семье немки Джудиты Энн «Джуди» Браун (в девичестве Баур; род. 1931) и американца Луи Эзекиля «Лу» Брауна — младшего (1923—2014). У неё также были три сестры — Дениз, Доминик и Таня. Она училась в калифорнийских школах «Ранчо Аламитос» в Гарден-Гров и «Дейна Хиллз» в Дейна-Пойнт, которую окончила в 1977 году.

## Отношения с О. Джеем Симпсоном
Браун познакомилась с Симпсоном в 1977 году, в возрасте 18 лет, когда работала официанткой в частном клубе «The Daisy» в Беверли-Хиллз. Несмотря на то, что Симпсон на тот момент состоял в браке со своей первой женой, Маргерит, Браун и Симпсон начали встречаться. Симпсон и Маргерит развелись в 1979 году.
Браун и Симпсон поженились 2 февраля 1985 года, спустя пять лет после того, как он окончил спортивную карьеру. Их брак продлился семь лет, за время которого у них родилось двое детей — дочь Сидни Брук Симпсон (род. 1985) и сын Джастин Райан Симпсон (род. 1988). В отношении Симпсона неоднократно проводились расследования по обвинениям в домашнем насилии. Браун подала на развод 25 февраля 1992 года, в качестве причины указав «непримиримые разногласия». Вскоре после развода Браун и Симпсон возобновили отношения, и насилие продолжилось. 25 октября 1993 года Браун позвонила в 9-1-1, плача и говоря о том, что Симпсон намеревается избить её. После произошедшего их отношения окончательно прекратились.

## Смерть
35-летняя Николь и её 25-летний друг Рональд Гольдман были убиты (зарезаны) 12 июня 1994 года. В убийстве пары подозревался бывший муж Николь, известный футболист и киноактёр О. Джей Симпсон, однако он был оправдан. Убийство Браун-Симпсон и Гольдмана до сих пор не раскрыто.
Похороны Браун Симпсон состоялись 16 июня в церкви Святого Мартина Турского в Брентвуде, которые посетили Симпсон и их дети, Эл Каулингс, Като Кэлин, Стив Гарви, Брюс Дженнер и Кардашьяны. Она похоронена на кладбище «Ascension» в Лейк-Форест.